# Spirydion Ostaszewski

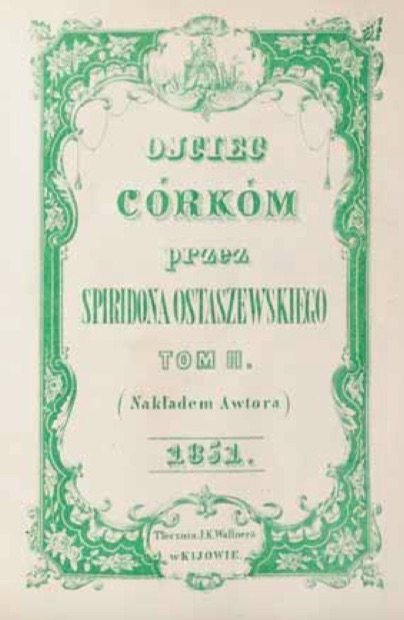
Spirydon Ostaszewski, Ojciec córkom, t. II, Kijów 1851

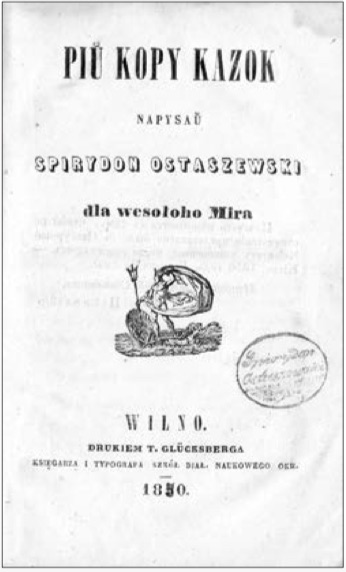
Spirydon Ostaszewski, Piu kopy kazok, Wilno 1850

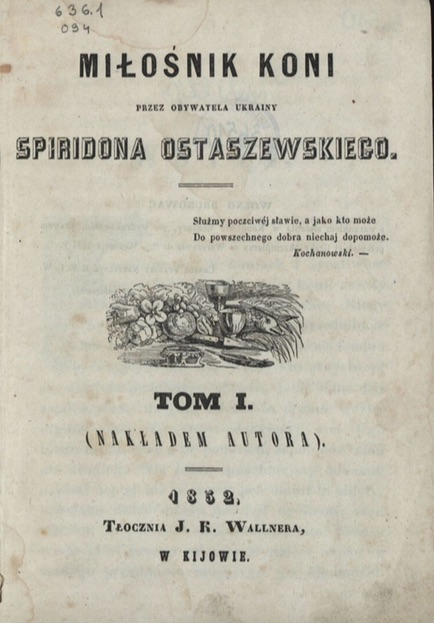
Spirydon Ostaszewski, Miłośnik koni, Kijów 1852

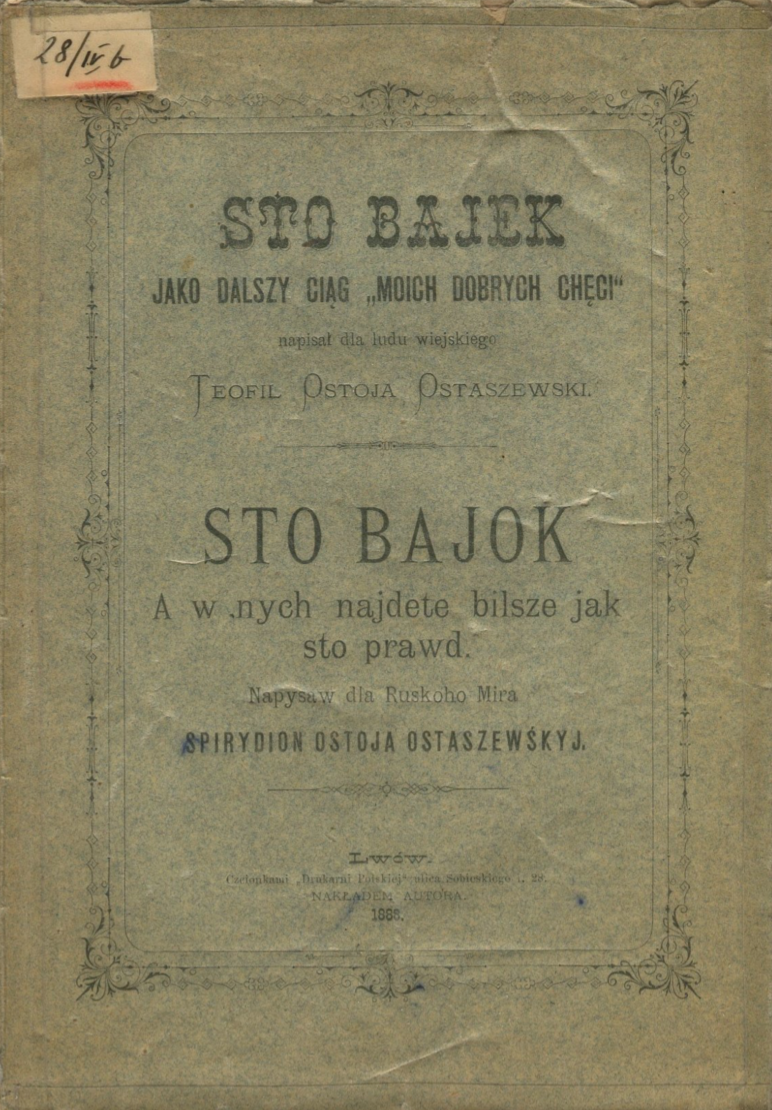
Spirydion Ostaszewski, Sto bajek, Lwów 1888

Spirydon (Spirydion) Ostaszewski herbu Ostoja (ur. 1798, zm. 1875) – polski hipolog, zbieracz podań i legend ludowych, uczestnik powstania listopadowego, prototyp sienkiewiczowskiego Podbipięty z powieści Ogniem i mieczem.

## Życiorys
Urodził się w 1798 roku w miejscowości Tiutki koło Winnicy, w guberni podolskiej  w szlacheckiej rodzinie Ostaszewskich herbu Ostoja, jako syn Michała Ostaszewskiego, chorążego wojsk koronnych, i Wiktorii z Czarnowskich herbu Grabie. Na chrzcie otrzymał imiona Spirydon Feliks. Jego rodzice posiadali majątek Myszarówka w pow. hajsyńskim na Podolu. Ukończył szkoły w Winnicy i Liceum Krzemienieckie. Następnie został wybrany sędzią ziemskim hajsyńskim.
Po wybuchu powstania listopadowego wybrał ze swej stadniny w Myszarówce 50 koni, uzbroił 50 jeźdźców i udał się do Królestwa, by wziąć udział w powstaniu. Wraz z bratem, Eustachym, służył w drugim pułku ułanów. Jako podporucznik, był dowódcą plutonu w szwadronie jazdy korpusu gen. Dwernickiego. Odznaczył się w bitwach pod Poryckiem i Boremlem. 
Był to „tęgi ułan w korpusie Dwernickiego, sławny z nadzwyczajnej siły i waleczności; gdzie się zjawił na swym dzielnym koniu pękały szable, lance, spadały głowy nieprzyjacielskie; ślady swego pochodu okrywał trupami.”
W październiku 1831 r., po kapitulacji twierdzy zamojskiej, w obronie której wziął udział, dostał się do niewoli rosyjskiej. Był więziony w Żytomierzu i Kamieńcu Podolskim. Ukazem carskim z 21 grudnia 1831 dobra Ostaszewskiego w powiecie hajsyńskim na Podolu zostały w karę za udział w "polskim buncie" skonfiskowane.

## PrototypPodbipięty
Współczesny mu pamiętnikarz Franciszek Kowalski napisał, że był znany z nadzwyczajnej siły i “szatańskiej odwagi.” Średniego wzrostu, o szerokich barkach i plecach, atletycznej budowy ciała, włosy miał jasne, czoło szerokie, oczy błękitne, twarz białą rumianą, wąs zawiesisty, “wejrzenie łagodne, w którym malowała się jednak pewność siebie, głos tak potężny, że go w największym hałasie można było wyraźnie usłyszeć”.
„Należał do rzędu dawnych szlechecko-rycerskich typów, do rzędu niezwyczajnych postaci, jakie tylko Polska wydawać mogła”, pisała o nim w 1875 „Gazeta Narodowa”'. „Olbrzymiej budowy […] ze strasznem wejrzeniem prawdziwego rycerza, który nie zna niebezpieczeństwa i gardzi śmiercią, postrachem był nieprzyjaciół. Gdzie się zjawił na dzielnym koniu, pusto się robiło dokoła. Rąbał na prawo, na lewo. Pękały lance, szable nieprzyjacielskie, spadały głowy…”.
Znawca twórczości Henryka Sienkiewicza, Kazimierz Ciałowicz, dowodził w artykule opublikowanym w 1936 r., że sylwetka Spirydona Ostaszewskiego posłużyła Sienkiewiczowi za zasadniczy wzór Longinusa Podbipięty i „prawie nic nie przemawia za tem, by nieznany bliżej Jerzy Podbipięta był prototypem bohatera Sienkiewicza o tem samem nazwisku”.

## Znawca koni
„Namiętny lubownik koni” (według Encyklopedii Orgelbranda), był Ostaszewski właścicielem jednej z największych na Ukrainie stadnin koni i zaliczał się do wysokiej klasy znawców hodowli tych zwierząt. Wypowiadał się na tematy związane z hodowlą na łamach „Tygodnika Petersburskiego”. Ogłosił dwutomową pracę Miłośnik koni (Kijów 1852) oraz Wiadomość o stadach Wołynia, Ukrainy, Pobereża i Podola. Pozostawił też kilka obszernych prac w rękopisie: Lekarz koni przez obywatela Ukrainy, Uwagi nad rozprawą Eberharda o koniach i stadach Ukrainy, Podola i Wołynia, oraz podręcznik dla hodowców O koniu.

## Autor opowiadań
Jego pasją było zbieranie ludowych bajek, pieśni, podań i legend. Poświęcił się badaniom języka i zwyczajów ludności wiejskiej Podola i Ukrainy. Gdy sam opowiadał podania i legendy, była to „deklamacya, w której nie tylko głos, lecz cała jego postawa, twarz, oczy, brwi, a nawet zawiesiste wąsy są w ruchu; cała dusza odbija się w jego fizyognomii.”
Ogłosił drukiem w języku ukraińskim, łacińską czcionką, opowiadania Piv kopy kazok napysaw dlja vesoloho myra… (Wilno 1850) i „Piv sotni kazok” (Kijów 1851), w których odmalował ludowe tradycje. Zebrane przekazy ludowe publikował od 1848 r. na łamach wileńskiego Atheneum. Przekładał na język ukraiński wiersze poetów polskich. Był autorem dwutomowej pracy o charakterze etyczno-pedagogicznym Ojciec córkom (Kijów 1851–1852) i Nauczyciel swoich córek, a także prac historycznych (m.in. Uwagi nad rządami i ludami, oraz Słowo dziejów polskich, które opowiedział Walerian Wróblewski pod nazwiskiem przebranym Koronowicz, jak również Wspomnienia starych żołnierzy, opublikowane w periodyku „Tydzień”, Lwów 1878). Pisywał także utwory beletrystyczne, w tym powieści Garbata Teresia i Dwa Wesela. Był również autorem obszernego Pamiętnika, w którym dał wyraz swym konserwatywnym na ogół poglądom (fragmenty ogłosił Eustachy Iwanowski w tomie Pamiętniki polskie z różnych czasów, Kraków 1882, t. II, s. 592–671). Zajmował się także tłumaczeniami i krytyką.

## Zesłaniec
Po utracie Myszarówki zamieszkał w 1854 r. w Awratynie, wsi należącej poprzednio do Prota Potockiego, położonej 7 km. na pd.-wsch. do Lubaru. Podejrzany o udział w powstaniu styczniowym 1863 r., został zesłany do Tobolska. Po powrocie z zesłania w roku 1869 zajął się zbieraniem składek na fundusz umożliwiąjący nabywanie dóbr ziemskich powracającym z zesłania sybirakom. Pod koniec życia napisał jeszcze Naukę dla młodzieży opartą na przykładach z Pisma Św., którą rozesłał do gimnazjów guberni wołyńskiej, podolskiej i kijowskiej.
Zmarł w Awratynie dnia 25 kwietnia 1875. 
Z małżeństwa z Różą Jadwigą Marią Bujalską, córką Mikołaja Bujalskiego i N. Józefowicz-Hlebickiej, pozostawił córkę Marię Ostaszewską (zmarłą w 1905 r. w Awratynie), filantropkę, która poświęciła się wychowywaniu sierot i pomocy ubogim.